# الأميرة أليس، كونتيسة أثلون

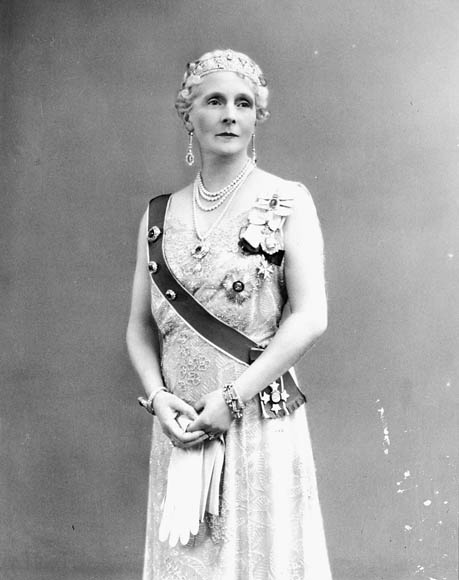
الأميرة أليس، كونتيسة أثلون

الأميرة أليس، كونتيسة أثلون (بالإنجليزية: Alice Mary Victoria Augusta Pauline)‏ (أليس ماري فيكتوريا أوغستا بولين، 25 فبراير 1883 - 3 يناير 1981) كانت عضوا في العائلة المالكة البريطانية وتعتبر هي الأميرة الأطول عمرا من الدم الملكي من العائلة المالكة البريطانية وآخر حفيدة للملكة فيكتوريا.